# Middagsbukta
Middagsbukta est une localité du comté de Troms, en Norvège.

## Géographie
Administrativement, Middagsbukta fait partie de la kommune de Balsfjord.